# Gevlekte ral
De gevlekte ral (Pardirallus maculatus) is een vogelsoort uit de familie van de rallen, koeten en waterhoentjes (Rallidae).

## Verspreiding en leefgebied
Deze soort komt wijdverspreid voor in Midden- en Zuid-Amerika en telt twee ondersoorten:
- P. m. insolitus: van Mexico tot Costa Rica.
- P. m. maculatus: van Colombia tot oostelijk Brazilië, zuidelijk tot Peru en Argentinië en de Caribische eilanden.

## Status
De grootte van de populatie wordt geschat op 670-6700 volwassen vogels en dit aantal neemt toe. Op de Rode lijst van de IUCN heeft deze soort de status niet bedreigd.